# Златко Куленовић
Златко Куленовић (Травник, 8. јул 1961) бошњачки је правник. Садашњи је судија Уставног суда Републике Српске. Бивши је омбудсман Републике Српске и судија Врховног суда Републике Српске.

## Биографија
Златко Куленовић је рођен 8. јула 1961. године у Травнику, ФНРЈ. Године 1980. матурирао је у Гимназији Бања Лука. На Правном факултету Универзитета у Бањој Луци дипломирао је у марту 1987. Правосудни испит је положио у децембру 1988. при Републичком секретаријату за правосуђе и управу СР Србије. Од фебруара 1989. до јула 1996. обављао је адвокатску дјелатност у Бањој Луци. Од 25. априла 2002. до 27. августа 2003. обављао је функцију омбудсмана Републике Српске. На функцију судије Врховног суда Републике Српске је изабран 27. августа 2003. на којој се налазио све до избора за судију Уставног суда Републике Српске.
Од фебруара 2010. до марта 2012. године био је предсједник Управног одбора Удружења судија Републике Српске. Објавио је више стручних текстова из области управног права. У име Босне и Херцеговине члан је Комисије за ефикасност правосуђа (CEPEJ) при Савјету Европе. Активно говори енглески језик.
За судију Уставног суда Републике Српске из реда бошњачког народа изабран је 13. маја 2013.